# Truth Hurts (singolo)
Truth Hurts è un singolo della cantante statunitense Lizzo, pubblicato il 19 settembre 2017 ed incluso nella versione deluxe del terzo album in studio Cuz I Love You.

## Descrizione
Il brano è stato scritto dalla stessa Lizzo, Jesse Saint John, Steven Cheung e Ricky Reed. Il brano ha iniziato a scalare le classifiche solo nel 2019, dopo essere stato incluso nel film targato Netflix, Someone Great. Durante un concerto a Detroit, Lizzo ha rivelato che la persona per cui ha scritto la canzone viene proprio da Detroit.

## Accoglienza
Ashley Monaé, per Pitchfork, ha dichiarato che la canzone contiene «momenti di verità che fanno riflettere sul fatto che il carisma di Lizzo ci conquista e la contraddistingue». La rivista DIY ha scritto che la canzone «continua a mostrare il suo rap in cui identificarsi».

## Video musicale
Il videoclip è stato reso disponibile il 25 settembre 2017. Raffigura la cantante ad un matrimonio, prima di lasciare lo sposo all'altare. Il video termina con la cantante che sposa se stessa, seguita poi da una festa.

## Controversie

### Versione tagliata
La parte del testo della canzone in cui Lizzo fa riferimento ai Minnesota Vikings è stata eliminata per una stazione, la Top 40 / CHR WIXX Green Bay, a causa della rivalità di Packers con la squadra menzionata, e fa anche parte della rete di Packers Radio. Atlantic ha permesso alla stazione di apportare modifiche alla canzone, e alla fine è riuscita a creare una buona versione modificata.

### Crediti
La canzone è stata soggetto di due accuse di plagio riguardo alla sua frase "I just took a DNA test, turns out I'm 100% that bitch". Dopo che Lizzo ha iniziato una procedura per acquisire i diritti della frase nel giugno 2019, la cantante Mina Lioness ha reso noto di aver postato sul social media Twitter la stessa frase nel febbraio 2017. Lizzo si è difesa dicendo di aver inserito la frase basandosi su un meme e che non era a conoscenza del suo tweet.
Il 15 ottobre i produttori Justin e Jeremiah Raisen hanno accusato la cantante di aver sottratto la frase da una demo, intitolata Healthy, che avevano scritto con la stessa. In risposta, l'avvocato di Lizzo ha affermato che i due non hanno co-scritto Truth Hurts e che avevano rinunciato a qualsiasi credito nella canzone molti mesi prima.

## Tracce
Download digitale
1. Truth Hurts – 2:53

Download digitale (remix di CID)
1. Truth Hurts (CID Remix) – 2:58

Download digitale (remix con DaBaby)
1. Truth Hurts (DaBaby Remix) (feat. DaBaby) – 3:17

Download digitale (remix con AB6IX)
1. Truth Hurts (feat. AB6IX) – 2:53

7"
- Lato A

1. Truth Hurts

- Lato B

1. Truth Hurts

12"
- Lato A

1. Truth Hurts
2. Truth Hurts (DaBaby Remix)

- Lato B

1. Truth Hurts (CID Remix)
2. Truth Hurts (CID Extended Remix)

## Formazione
Musicisti
- Lizzo – voce
- Ricky Reed – programmazione
- Tele – programmazione

Produzione
- Ricky Reed – produzione
- Tele – co-produzione
- Ethan Shumaker – ingegneria del suono
- Manny Marroquin – missaggio
- Chris Galland – missaggio
- Robin Florent – assistenza al missaggio
- Scott Desmarais – assistenza al missaggio
- Chris Gehringer – mastering

## Successo commerciale
Truth Hurts è stata una sleeper hit: uscita a settembre 2017, ha iniziato ad ottenere successo quasi due anni dopo in seguito alla pubblicazione dell'album di Lizzo Cuz I Love You. Nella Billboard Hot 100 la canzone ha debuttato al 50º posto. A luglio 2019 ha raggiunto la 6ª posizione, diventando la prima top ten della cantante. La settimana seguente è scesa alla 7ª posizione, pur diventando la sua prima top ten nella classifica radiofonica con un'audience di 52,3 milioni di ascoltatori. Nella settimana del 7 settembre 2019 ha raggiunto il vertice della classifica, diventando la prima numero uno di Lizzo e la prima di una rapper femminile solista a riuscirci da Bodak Yellow di Cardi B del 2017. Lizzo è così diventata la sesta rapper donna a raggiungere il primo posto, dopo Lauryn Hill, Lil' Kim, Shawnna, Iggy Azalea e Cardi B, aiutando il 2019 a diventare l'anno con più canzoni di artiste femminili in vetta alla classifica dal 2014 e, senza contare i featuring, dal 2012. Nel corso della settimana il singolo ha venduto 53 000 copie digitali, ottenuto 34,4 milioni di riproduzioni in streaming e accumulato un'audience radiofonica di 98,4 milioni di ascoltatori, risultando quindi prima nella classifica digitale e quarta sia nella classifica dello streaming che in quella radiofonica. Ha mantenuto la prima posizione per sette settimane non consecutive, diventando la canzone rap di una solista ad aver trascorso più settimane in cima alla classifica, superando Bodak Yellow di Cardi B e anche in generale, condividendo il record con Fancy di Iggy Azalea e Charli XCX. Nella settimana del 28 settembre ha raggiunto la vetta nella classifica radiofonica, divenendo la prima canzone hip hop a riuscirci da I Like It di Cardi B, Bad Bunny e J Balvin.

## Classifiche

### Classifiche settimanali
| Classifica (2019) | Posizione massima |
| ----------------- | ----------------- |
| Australia         | 15                |
| Belgio (Fiandre)  | 50                |
| Belgio (Vallonia) | 61                |
| Canada            | 7                 |
| Grecia            | 30                |
| Irlanda           | 15                |
| Lettonia          | 16                |
| Lituania          | 21                |
| Nuova Zelanda     | 5                 |
| Paesi Bassi       | 78                |
| Regno Unito       | 29                |
| Repubblica Ceca   | 66                |
| Slovacchia        | 38                |
| Stati Uniti       | 1                 |
| Svizzera          | 94                |

### Classifiche di fine anno
| Classifica (2019) | Posizione |
| ----------------- | --------- |
| Australia         | 31        |
| Canada            | 23        |
| Irlanda           | 40        |
| Islanda           | 84        |
| Lettonia          | 42        |
| Nuova Zelanda     | 21        |
| Regno Unito       | 93        |
| Stati Uniti       | 13        |
| Classifica (2020) | Posizione |
| Stati Uniti       | 55        |